# Lloyds de Hamilton
Pour les articles homonymes, voir Lloyds.
Les Lloyds de Hamilton sont une équipe de hockey sur glace de l'Association de Hockey de l'Ontario.

## Saison par Saison
| Saison    | PJ | V | D  | N | Pts | %Arr | BP | BC  | Classement |
| 1945-1946 | 28 | 3 | 25 | 0 | 6   | 1,07 | 76 | 229 | 8e AHIO    |